# Samengestelde zin
Een samengestelde zin is in de redekundige ontleding een zin die uit meerdere deelzinnen bestaat, of iets anders geformuleerd een zin met meer dan één werkwoordelijk gezegde. De verschillende deelzinnen worden verbonden door middel van voegwoorden.
Een samengestelde zin is het tegenovergestelde van een enkelvoudige zin.

## Hoofdzin en bijzin(nen)
Een samengestelde zin bevat vaak een of meer bijzinnen, of een bijzin die zelf weer is samengesteld uit een of meer bijzinnen; de hoofdzin zonder de bijzinnen wordt dan ook wel de "rompzin" genoemd. In andere gevallen is er sprake van twee gelijkwaardige hoofdzinnen die worden verbonden door middel van een nevenschikkend voegwoord, zoals en, maar,  of, noch en doch. Samengestelde zinnen die bestaan uit een hoofdzin en een of meer bijzinnen bevatten worden vaak verbonden door een onderschikkend voegwoord, dat zijn alle voegwoorden behalve de nevenschikkende.
Een op deze manier samengestelde zin kan uit heel veel bijzinnen bestaan, zoals in het onderstaande voorbeeld: 
- Op straat zag ik gisteren de man lopen (rompzin) die vorige week de herberg is uitgetrapt (bijzin 1) waar hij de waard geschoffeerd had (bijzin 2) door hem uit te schelden voor vieze teringlijder (bijzin 3), nadat hij zich eerst lam had gezopen (bijzin 4), etc.

In andere gevallen bestaat de samengestelde zin uit twee of meer nevengeschikte hoofdzinnen:
De man had de waard geschoffeerd (hoofdzin 1) /en/  hij was de herberg uitgetrapt (hoofdzin 2), etc.
Dergelijke constructies kunnen in theorie tot in het oneindige worden voortgezet, maar om stilistische redenen zijn ze in de praktijk met name in de geschreven taal sterk af te raden.